# Oswald Veblen

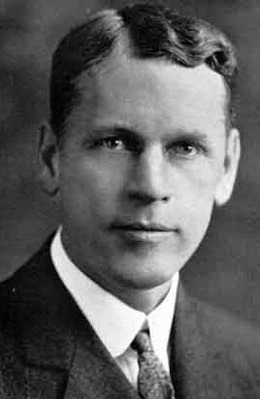
Oswald Velben (1915)

Oswald Veblen (* 24. Juni 1880 in Decorah, Iowa; † 10. August 1960 in Brooklin, Maine) war ein US-amerikanischer Mathematiker norwegischer Abstammung.

## Leben
Oswald Veblen wurde 1903 von der University of Chicago mit einer Dissertation über A System of Axioms for Geometry promoviert. 1905 wurde er Mitarbeiter an der Princeton University, ab 1910 als Professor für Mathematik. 1917 ging er zur Armee und leitete als Hauptmann und später Major ein Team von Mathematikern, bestehend unter anderen aus Norbert Wiener und dem Astronomen Forest Ray Moulton, das am neu gegründeten Aberdeen Proving Ground ballistische Probleme untersuchte. Unter anderem berechneten sie Schusstafeln und entwickelten neue Berechnungsverfahren für die äußere Ballistik, über die klassischen Methoden von Francesco Siacci hinaus.
1926 wurde Veblen zum Henry B. Fine Professor für Mathematik in Princeton ernannt. 1928/29 war er im Tausch mit Godfrey Harold Hardy, der dafür nach Princeton ging, Professor in Oxford. 1932 war er Gastprofessor an verschiedenen deutschen Universitäten (Göttingen, Berlin, Hamburg).
Ab 1932 war Veblen Professor am neu gegründeten Institute for Advanced Study, das er mit aufbaute. Dort sorgte er auch dafür, dass Emigranten, die vor den Nationalsozialisten aus Deutschland geflohen waren, eine Anstellung fanden. Albert Einstein, Hermann Weyl und John von Neumann kamen damals ans Institute for Advanced Study und trugen wesentlich zu dessen Ruf bei.
Veblen lieferte wertvolle Beiträge in der Topologie, der Projektiven Geometrie und der Differentialgeometrie, der er sich in den 1930er Jahren unter dem Eindruck der Allgemeinen Relativitätstheorie zuwandte. Er schrieb einflussreiche frühe Lehrbücher der Topologie und der Grundlagen der Differentialgeometrie (mit John Henry Constantine Whitehead). Später wandte er sich Spinoren in der (Allgemeinen) Relativitätstheorie zu (teilweise mit John von Neumann und Abraham H. Taub) und einer Erweiterung der Allgemeinen Relativitätstheorie, der Projektiven Relativitätstheorie.
Nach Veblen und John Wesley Young ist das Axiom von Veblen-Young in der projektiven Geometrie benannt und die Veblen-Hierarchie in der Theorie großer Ordinalzahlen. Der „Satz von Veblen und Young“ besagt, dass projektive Räume in drei und mehr Dimensionen als Vektorräume über Schiefkörpern konstruiert werden können. In einem 1933 mit John Henry Constantine Whitehead veröffentlichten Buch gab er die erste strenge Definition differenzierbarer Mannigfaltigkeiten.
Veblen kritisierte den Beweis von Camille Jordan über dessen Kurvensatz und gab einen neuen Beweis.
Zu seinen Doktoranden zählen Alonzo Church, James W. Alexander, Harold Hotelling, Henry Roy Brahana, Robert Lee Moore und John Henry Constantine Whitehead.
Veblen, der selbst in seinen letzten Lebensjahren teilweise erblindete, erfand auch einige Hilfsmittel für Blinde, die von der US-amerikanischen Blindengesellschaft vertrieben wurden.

## Familie
Oswald Veblen war seit 1908 mit Elizabeth Richardson, der Schwester von Owen Willans Richardson, verheiratet. Die Ehe blieb kinderlos.
Oswald Veblen war ein Neffe von Thorstein Veblen.

## Ehrungen
Veblen war Mitglied der National Academy of Sciences, Vizepräsident (1915) und Präsident (1923/24) der American Mathematical Society, deren  Colloquium Lecturer er 1916 war (mit Vorlesungen über Topologie). 1912 wurde er in die American Philosophical Society und 1923 in die American Academy of Arts and Sciences gewählt. 1928 war er während seines Englandaufenthalts im Rat der London Mathematical Society, deren Ehrenmitglied er 1939 wurde. Er war Ehrendoktor unter anderem von Oxford (1929), Hamburg, Glasgow, Edinburgh und Oslo. Er war Mitglied der dänischen, französischen, polnischen Akademien der Wissenschaften und der Royal Society of Edinburgh und erhielt (wie sein Vater) den norwegischen Sankt-Olav-Orden. 1936 hielt er einen Plenarvortrag auf dem Internationalen Mathematikerkongress in Oslo (Spinors and Projective geometry) und ebenso in Bologna 1928 (Differential invariants in geometry).
Am 28. März 2002 wurde der Asteroid (31665) Veblen nach ihm benannt.

## Schriften
Ein Publikationsverzeichnis findet sich hier.
- Hilbert’s Foundations of Geometry. In: The Monist, Jg. 13 (1902), S. 303–309.
- A system of axioms for geometry. In: Transactions of the American Mathematical Society, Jg. 5 (1904), S. 343–384.
- Theory on Plane Curves in Non-Metrical Analysis Situs. In: Transactions of the American Mathematical Society, Jg. 6 (1905), S. 83–98.
- mit W.H. Bussey: Finite projective geometries. In: Transactions of the American Mathematical Society, Jg. 7 (1906), S. 241–259.
- Collineations in a finite projective geometry. In: Transactions of the American Mathematical Society, Jg. 8 (1907), S. 366–368.
- mit Joseph Wedderburn: Non-Desarguesian and non-Pascalian geometries. In: Transactions of the American Mathematical Society, Jg. 8 (1907), S. 379–388.
- mit John Wesley Young: Projective geometry, 2 Bände. Ginn & Co., Boston und London 1910, zahlreiche Neuausgaben.
- Analysis Situs. Colloquium Lectures of the American Mathematical Society 1922, 1931 (Topologie-Lehrbuch).
- The invariants of quadratic differential forms. Cambridge University Press, Cambridge 1927 (Riemannsche Geometrie).
- mit John Henry Constantine Whitehead: The foundations of differential geometry. Cambridge University Press, Cambridge 1933.
- Projektive Relativitätstheorie (in der Reihe Ergebnisse der Mathematik und ihrer Grenzgebiete). Springer Verlag, Berlin 1933.
- mit T. Y. Thomas: The geometry of paths. In: Transactions of the American Mathematical Society, Jg. 25 (1925), S. 551–608.
- Remarks on the Foundations of Geometry, In: Bulletin of the American Mathematical Society, Jg. 31 (1925), S. 121–141.
- mit John Henry Constantine Whitehead: A Set of Axioms for Differential Geometry. In: Proceedings of the National Academy of Sciences of the United States of America, Jg. 17 (1931), S. 551–561 (Erratum, S. 660).
- Geometry of two component spinors. In: Proceedings of the National Academy of Sciences of the United States of America, Jg. 19 (1933), S. 462, 503.
- mit John von Neumann und  Abraham H. Taub: The Dirac equation in projective relativity. In: Proceedings of the National Academy of Sciences of the United States of America, Jg. 20 (1934), S. 383–388.